# Coahomasuchus
Coahomasuchus é um género extinto de aetosaurinae stagonolepidid. Fósseis foram encontrados no Grupo Dockum no oeste do Texas e remontam a fauna Otischalkian (Carniano inferior) do Triássico. Foi pequeno para um aetossauro, tendo menos de 1 metro de comprimento. As placas são dorsais planas e inflexiveis, e têm uma fraca um fraco ornamentação paralela radial. O género  não tinha espinhos ou carenas nas placas, características vistas em outros aetossauros. Coahomasuchus era muito similar na aparência ao Aetosaurus e m muito relacionados.